# دستگیره در
دستگیره در یک دستگیره، دسته و یا ابزاری است که برای بازکردن یا بستن یک در استفاده می‌شود. دستگیره در را می‌توان در انواع درها از جمله درهای خارجی ساختمان‌های مسکونی و تجاری، درهای داخلی، درهای کمد و درهای وسایل نقلیه یافت. بسته به کاربرد مناسب، دستگیره در طرح‌های بسیاری دارد. شمار فراوانی دستگیره، به‌ویژه در درهای تجاری و مسکونی، از ساز و کارها و مکانیسم‌های قفل استفاده می‌کنند یا به گونه‌ای ساخته می‌شوند که در مکانیسم‌های استاندارد قفل یا قفل در قرار گیرند.
متداول‌ترین انواع دستگیره در، دستگیره پلاک، دستگیره رزت و دستگیره حیاطی و ورودی است. دستگیره در را می‌توان از طیف گسترده‌ای از مواد ساخت. به عنوان مثال می‌توان به برنج، چینی، شیشه برش، چوب و برنز اشاره کرد. دستگیره‌های در دست کم ۵۰۰۰ سال است که وجود داشته و طراحی آن با ساز و کار، انواع و طرح‌های پیشرفته‌تر از آن زمان تکامل یافته است.
دستگیره های در با توجه به کاربرد های خود، دسته بندی ها متفاوتی مانند دستگیره رزت، دستگیره پلاک، دستگیره ورودی دارند.